# Bavra
Bavra (en arménien Բավրա) est une communauté rurale du marz de Shirak en Arménie. En 2008, elle compte 554 habitants.